# Liste der Biografien/Prey
Liste der Biografien |
Portal Biografien |
Personensuche
# |
A |
B |
C |
D |
E |
F |
G |
H |
I |
J |
K |
L |
M |
N |
O |
P |
Q |
R |
S |
T |
U |
V |
W |
X |
Y |
Z |
?
 
Pa |
Pc |
Pe |
Pf |
Ph |
Pi |
Pj |
Pk |
Pl |
Pm |
Pn |
Po |
Pr |
Ps |
Pt |
Pu |
Pv |
Pw |
Py
 
Pra |
Prc |
Pre |
Pri |
Prj |
Prk |
Prl |
Pro |
Prp |
Prs |
Prt |
Pru |
Prv |
Pry |
Prz
 
Prea |
Preb |
Prec |
Pred |
Pree |
Pref |
Preg |
Preh |
Prei |
Prej |
Prek |
Prel |
Prem |
Pren |
Preo |
Prep |
Prer |
Pres |
Pret |
Preu |
Prev |
Prew |
Prex |
Prey |
Prez
Die Liste der Biografien führt alle Personen auf, die in der deutschsprachigen Wikipedia einen Artikel haben. Dieses ist eine Teilliste mit 46 Einträgen von Personen, deren Namen mit den Buchstaben „Prey“ beginnt.

## Prey
- Prey, Adalbert (1873–1949), österreichischer Geodät und Astronom
- Prey, Alfred (* 1954), deutscher Eishockeyfunktionär
- Prey, Florian (* 1959), deutscher Opernsänger (Lyrischer Bariton)
- Prey, Gertrud (1906–2002), deutsche Schauspielerin und Hörspielsprecherin
- Prey, Günter (1930–1983), deutscher Politiker (SED)
- Prey, Hermann (1929–1998), deutscher Opernsänger (Bariton)
- Prey, Johann Leonhard († 1757), deutscher Architekt und Steinmetz
- Prey, Richard (1908–1953), Todesopfer an der Sektorengrenze in Berlin vor dem Bau der Berliner Mauer
- Prey, Siegmund (1912–1992), österreichischer Geologe

### Preye
- Preyel, Kaspar († 1517), Weihbischof in Bamberg
- Preyer, Dietrich (1877–1959), deutscher Offizier, Hochschullehrer und Politiker (DNVP), MdR
- Preyer, Emilie (1849–1930), deutsche Stilllebenmalerin
- Preyer, Ernest (1842–1917), englisch-deutscher Maler
- Preyer, Gerhard (* 1945), deutscher Soziologe und Herausgeber der Zeitschrift ProtoSociology
- Preyer, Gottfried von (1807–1901), österreichischer Komponist und Dirigent
- Preyer, Gustav (1801–1839), deutscher Maler
- Preyer, Johann (1805–1888), Schriftsteller und Bürgermeister Temeswars
- Preyer, Johann Wilhelm (1803–1889), deutscher Maler
- Preyer, Josef J. (* 1948), österreichischer Romanschriftsteller
- Preyer, L. Richardson (1919–2001), US-amerikanischer Jurist und Politiker
- Preyer, Louise (1805–1834), deutsche Stilllebenmalerin der Düsseldorfer Schule
- Preyer, Paul (1847–1931), deutscher Maler
- Preyer, Robert (1930–2014), deutscher Maler und Grafiker
- Preyer, William (1841–1897), britischer Physiologe

### Preyn
- Preynat, Bernard (1945–2024), französischer katholischer Geistlicher
- Preyndorfer, Sabina († 1609), Äbtissin des Klosters Frauenchiemsee (1582–1609)

### Preys
- Preysach, Jakob von (1702–1787), k.k Feldzeugmeister, General der Kavallerie und zuletzt Kommandeur von Mantua und Inhaber des Infanterie-Regiment No. 39
- Preysing, Carl von (1767–1827), bayerischer Beamter
- Preysing, Christiane von (1852–1923), deutsche Mitbegründerin des Marianischen Mädchenschutzvereins und der ersten Katholischen Bahnhofsmission
- Preysing, Conrad von (1843–1903), deutscher Adliger und Politiker (Zentrum), MdR, Großkanzler des St. Georg-Ritterordens
- Preysing, Hedwig von (1849–1938), deutsche Sozialarbeiterin und Mitbegründerin sozialer Einrichtungen
- Preysing, Hermann (1866–1926), deutscher Hals-Nasen-Ohren-Arzt und Hochschullehrer
- Preysing, Johann Christoph von (1576–1632), bayerischer Staatsmann, Geheimrat
- Preysing, Johann Franz von (1615–1687), Bischof von Chiemsee
- Preysing, Johann Maximilian IV. Emanuel von († 1764), bayerischer Politiker
- Preysing, Kaspar von (1844–1897), deutscher Rittergutsbesitzer und Politiker (Zentrum), MdR
- Preysing, Konrad Graf von (1880–1950), deutscher Bischof von Eichstätt und Berlin
- Preysing, Max Ferdinand von, bayerischer Minister
- Preysing-Hohenaschau, Johann Max V. von (1736–1827), bayerischer Politiker
- Preysing-Lichtenegg, Max von (1849–1926), deutscher Gutsbesitzer und Politiker (Zentrum), MdR
- Preysing-Lichtenegg-Moos, Kaspar von (1880–1918), bayerischer Rittmeister und Reichsrat
- Preysinger, Anton († 1751), österreichischer Orgelbauer, Stadtrichter
- Preysler, Isabel (* 1951), philippinisch-spanische Journalistin und ehemaliges ModelIsabel Preysler (* 1951)

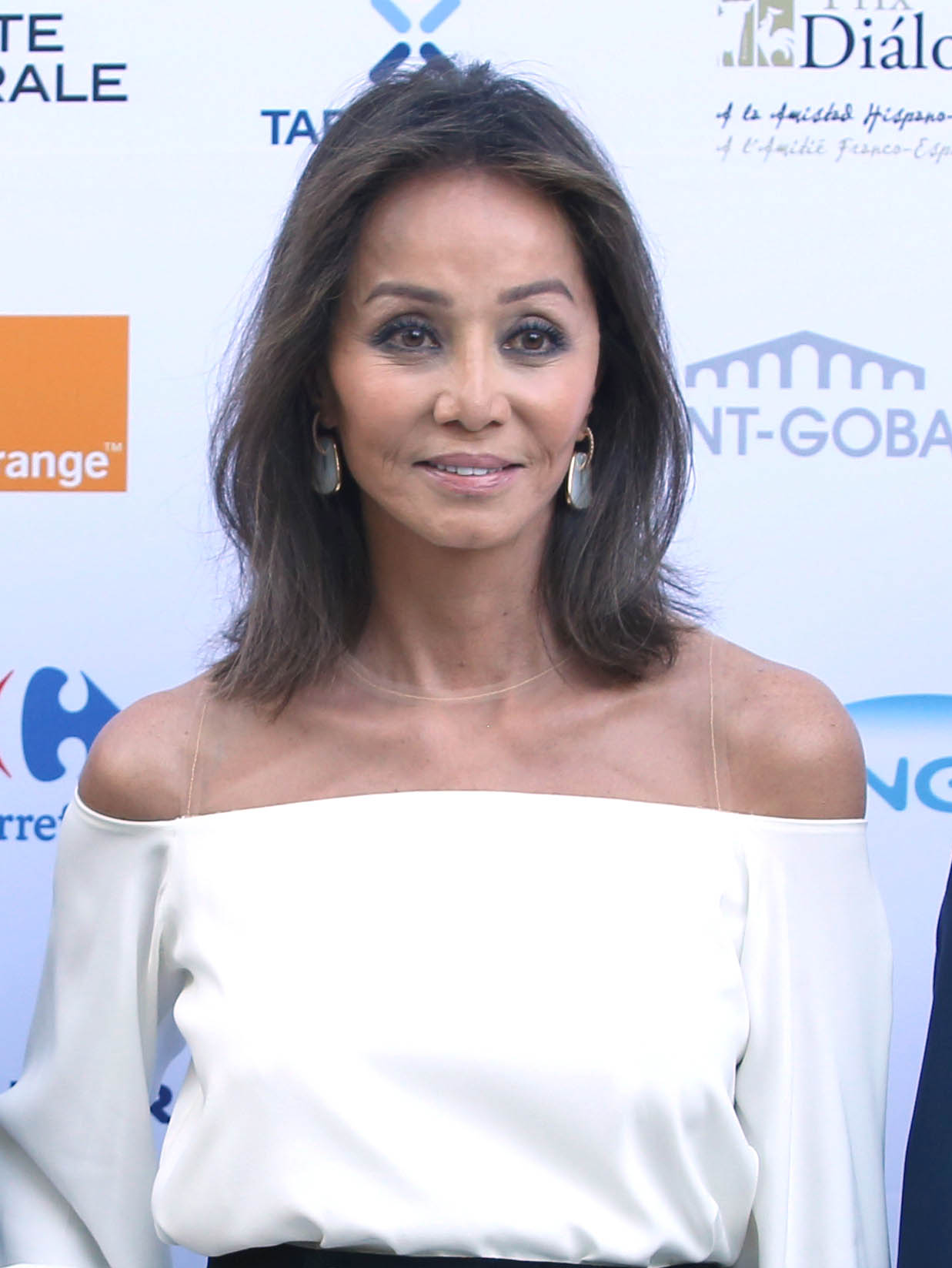
Isabel Preysler (* 1951)

- Preyss, Georg (1810–1884), österreichischer Mediziner und praktischer Arzt in Wien
- Preysser, Anton, Brücken und Wührmeister Münchens
- Preyßler, Johann Daniel (1768–1839), tschechischer Entomologe und Botaniker